# 목동로 (서울)
목동로(木洞路)는 서울특별시 양천구 신정동 오금교 북단에서 양천구 목동 홍익병원4거리까지 이르는 왕복 6차선 도로로 총 연장은 2.7km이다.

## 역사
- 1978년 6월 29일 : 이 곳의 도로를 등촌로 제정
- 도로개편으로 인하여 등촌로 양천구간은 목동로 개칭

## 경유지
서울특별시
- 양천구

## 노선
- 오금교 북단 - 갈산초등학교3거리 - 목동13,14단지 4거리 - 서울남부법원검찰청4거리 - 목동5거리 - 홍익병원4거리

## 연결 도로
시점인 오금교 북단에서는 구로중앙로가, 종점인 홍익병원4거리에서는 등촌로가 만난다.

## 같이 보기
- 구로중앙로
- 등촌로